# Lea-Lina Oppermann
Lea-Lina Oppermann (* 1. April 1998 in Berlin) ist eine deutsche Schriftstellerin.

## Leben
Lea-Lina Oppermann wuchs in Hennef (Nordrhein-Westfalen) auf. Während ihrer Gymnasialzeit besuchte sie ein Seminar für kreatives Schreiben an der Universität Bonn und war Mitglied der dortigen Schreibgruppe. Anfangs schrieb Oppermann vor allem Kurzgeschichten und Sprechtexte für ihre Kurzfilme. Dabei gewann sie zusammen mit einer Freundin 2014 den CAMäleon Jugendfilmpreis der Heinz Sielmann Stiftung. Daneben widmete sie sich der Schauspielerei, unter anderem im Musical Die Chroniken von Narnia.
Von 2016 bis 2020 studierte sie Sprechkunst an der Staatlichen Hochschule für Musik und darstellende Kunst in Stuttgart.
Bei einem Fehl-Amokalarm in der elften Klasse begann sie mit dem Schreiben ihres ersten Romans, der mit dem Titel Was wir dachten, was wir taten veröffentlicht wurde, als sie 19 Jahre alt war. Sylvia Schwab schrieb über das Drama in Deutschlandfunk Kultur: „Lea-Lina Oppermann beschreibt realistisch, wie aus einer relativ homogenen Schulklasse durch die berechtigte Todesangst Täter und Gegner werden. Wie Geheimnisse gelüftet und Beziehungen und Lebensträume zerstört, Helden zu Feiglingen und Außenseiter zu mutig Handelnden werden.“ Das Buch wird  als Schullektüre gelesen und wurde mehrfach aufgeführt. 2019 wurde es von der Jugendjury mit dem Wi(e)derworte Buchpreis des Ulla-Hahn-Hauses in Monheim ausgezeichnet.
Im Februar 2021 erschien ihr zweiter Roman mit dem Titel Fürchtet uns, wir sind die Zukunft.

## Auszeichnungen
- Hans-im-Glück-Preis der Stadt Limburg 2016 für Die Wahrheit und wir (Manuskript)
- Empfehlungsliste des Oldenburger Kinder- und Jugendbuchpreises 2016[6]
- Empfehlungsliste des Paul-Maar-Preises für junge Talente 2017[7]
- Jugendbuch des Monats November 2017 (Deutsche Akademie für Kinder- und Jugendliteratur)[8]
- Die besten 7 Bücher für junge Leser, Oktober 2017 (Deutschlandfunk)[9]
- Wi(e)derworte Buchpreis des Ulla-Hahn-Hauses in Monheim 2019[10]

## Werke
- Was wir dachten, was wir taten. Beltz & Gelberg, Weinheim/Basel 2017, ISBN 978-3-407-82298-7.
  - Hörbuch, gelesen von Birte Schnöink, Julian Greis und Sebastian Rudolph, Hörcompanie Schaack und Herzog, Hamburg 2017, ISBN 978-3-945709-52-8[11]
- Fürchtet uns, wir sind die Zukunft. Beltz & Gelberg, Weinheim/Basel 2021, ISBN 978-3-407-75580-3.[12]
- Sinas Reise in die Welt der Schatten. Beltz & Gelberg, Weinheim/Basel 2021, ISBN 978-3-407-75497-4.